# Altopiano di Pajarito
L'altopiano di Pajarito è un altopiano di origine vulcanica nel Nuovo Messico centro-settentrionale, negli Stati Uniti. L'altopiano, parte dei monti Jemez, è delimitato a ovest dalla Valles Caldera e ad est dal White Rock Canyon del Rio Grande. Sull'altopiano si trovano il Bandelier National Monument, la città di Los Alamos e il suo remoto sobborgo White Rock e il Los Alamos National Laboratory. Le altitudini variano da circa 1 700 al fiume a circa 2 300 metri sul livello del mare dove l'altopiano si fonde con la catena montuosa.